# Дуарте, Леонардо
Леонардо Кампос Дуарте да Силва (порт. Leonardo Campos Duarte da Silva более известный, как Лео Дуарте порт. Léo Duarte; родился 17 июля 1996 года, Мокока, Бразилия) — бразильский футболист, центральный защитник клуба «Истанбул Башакшехир».

## Клубная карьера
Дуарте — воспитанник клуба «Фламенго». 5 марта 2016 года в матче Лиги Кариока против «Банги» Лео дебютировал за основной состав. 14 мая в матче против «Спорт Ресифи» он дебютировал в бразильской Серии А. В 2017 году Дуарте помог команде выйти в финал Южноамериканского кубка, но участия в матчах не принимал. В том же году он стал чемпионом Лиги Кариока. 13 октября 2018 года в поединке против «Флуминенсе» Лео забил свой первый гол за «Фламенго».
1 августа 2019 года Лео Дуарте перешёл в «Милан». Итальянский клуб заплатил «Фламенго» за игрока 11 миллионов евро, заключив с защитником пятилетний контракт. За полтора года в «Милане» Леонардо провел лишь 9 матчей во всех турнирах и заработал 2 желтых карточки, после чего в январе 2021 года перешёл на правах аренды в «Истанбул Башакшехир».

## Достижения
Командные
 «Фламенго»
- Чемпион штата Рио-де-Жанейро — 2017
- Финалист Южноамериканского кубка — 2017